# رد پای زیستی
زیست‌نشانزد یا رد پای زیستی (به انگلیسی: Biosignature) به هر ماده‌ای مانند عنصر، ایزوتوپ یا پدیده‌ای که مدرک علمی از وجود یا پیشینه و حال زیست در محلی را فراهم کند می‌نامند. ویژگی‌های اندازه‌گرفتنی زندگی شامل ساختارهای پیچیدهٔ فیزیکی و شیمیایی آن و همچنین مصرف انرژی آزاد ترمودینامیکی و تولید زیست‌توده و ضایعات است. با توجه به ویژگی‌های منحصر به فردش، می‌توان اینگونه تعبیر کرد که یک زیست‌نشانزد توسط جاندار تولید شده است. با این حال قطعی در نظر نگرفتن این تعبیر مهم است، به خاطر اینکه هیچ روش پیشرفته‌ای وجود ندارد که از طریق آن بفهمیم که کدام یک جهانی هستند و کدام یک به شرایط عجیب و غریب زندگی در کرهٔ زمین وابسته می‌باشند. با این حال، مشخص شده است که موجودات زنده به عنوان مدرکی از حضور خود در مکانی خاص در محیط‌زیست مواد شیمیایی منحصر به فردی از جمله دی‌ان‌ای برجای می‌گذارند.